# Diospyros nilagirica
Diospyros nilagirica là một loài thực vật có hoa trong họ Thị. Loài này được Bedd. mô tả khoa học đầu tiên năm 1872.